# Schroederichthys saurisqualus
Schroederichthys saurisqualus е вид хрущялна риба от семейство Scyliorhinidae. Видът е световно застрашен, със статут Уязвим.

## Разпространение
Разпространен е в Бразилия (Парана и Рио Гранди до Сул).